# Регулируемое заднее антикрыло

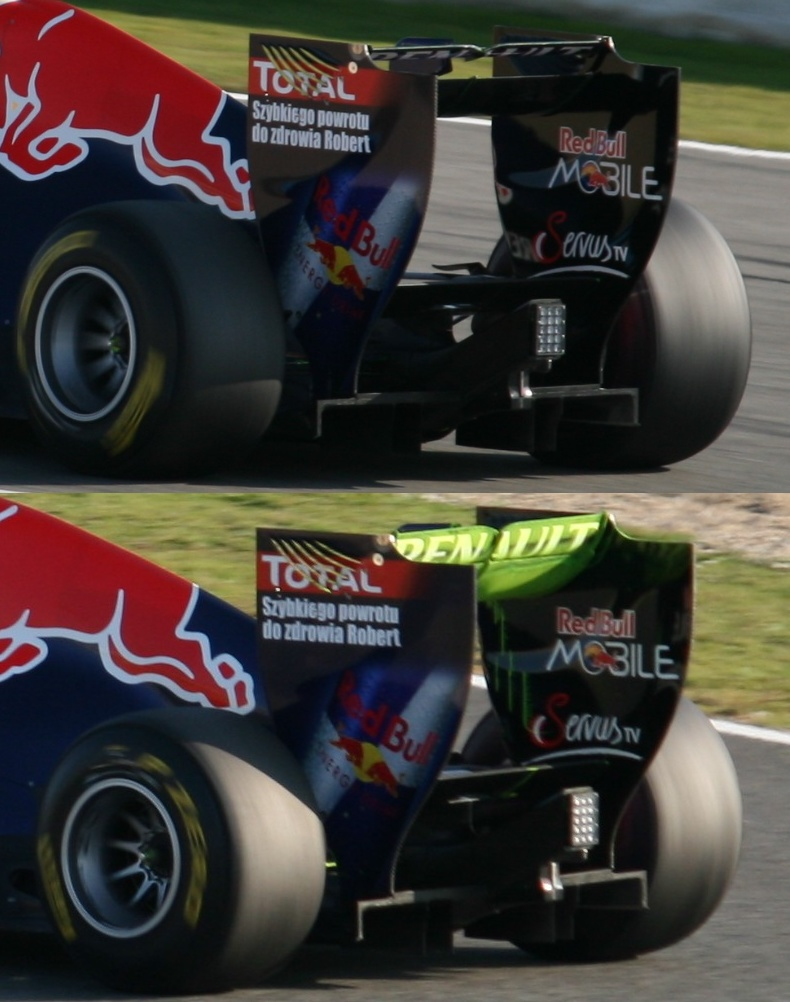
DRS на Red Bull RB7: сверху заднее антикрыло активировано, снизу — в стандартной конфигурации

Регулируемое заднее антикрыло (также известно как Drag Reduction System, рус. система снижения лобового сопротивления или DRS) — деталь автомобиля Формулы-1 с 2011 года, автомобиля чемпионата DTM с 2013 года, позволяющая путём изменения угла атаки плоскости заднего антикрыла уменьшать действующую на болид силу лобового сопротивления и тем самым увеличивать скорость на прямых.
На использование DRS налагается ряд ограничений. Так, активировать DRS в гонке разрешается только на заранее определенной FIA части трассы, только вблизи впереди идущей машины и только в строго определенное время.

## История
В 2009 году впервые в истории Формулы-1 были разрешены подвижные аэродинамические элементы. Пилот имел право в течение гонки изменить конфигурацию переднего антикрыла, тем самым увеличивая скорость болида на прямых.
Предполагалось, что это должно способствовать росту числа обгонов, однако на практике регулируемое антикрыло использовали при обгонах и обгоняемый, и атакующий пилоты, поэтому значительного влияния нововведение не оказало и вскоре было отменено. Тем не менее, FIA проанализировала опыт использования регулируемого переднего антикрыла и в преддверии сезона-2011 включила в регламент иной вариант регулировки аэродинамических элементов. Принципиальные отличия заключались, прежде всего, в том, что теперь было разрешено изменять угол атаки не переднего, а заднего антикрыла; кроме того, в регламент были включены условия, при которых может происходить активация DRS.
Новая система продемонстрировала свою эффективность уже на своём дебютном Гран-при Австралии 2011 года, где в течение гонки было зафиксировано 29 обгонов против, например, 12 в 2008 году. Однако большая часть этих обгонов была совершена благодаря системам рекуперативного торможения (KERS), поскольку на трассе в Мельбурне были затруднены обгоны в конце зоны активации DRS. На следующем этапе в Малайзии на автодроме Сепанг благодаря DRS и KERS было зарегистрировано 56 обгонов против 24 годом ранее. По завершении Гран-при Малайзии Нико Росберг назвал DRS «лучшим нововведением за всю историю Формулы-1».

## Принцип действия
Болид Формулы-1 оснащен двумя антикрыльями: спереди и сзади. Антикрылья необходимы для создания прижимной силы, которая улучшает контакт шин с асфальтом и полезна в поворотах, однако на прямой затрудняет ускорение автомобиля.
С 2011 года по нажатию кнопки на руле определенная часть заднего антикрыла может уменьшать угол наклона к горизонтальной плоскости. В результате поток воздуха, поступающий к заднему антикрылу, не блокируется плоскостью крыла и не препятствует ускорению болида. Вызванный этим прирост скорости может составлять до 12 км/ч в конце прямой.

## Правила использования DRS

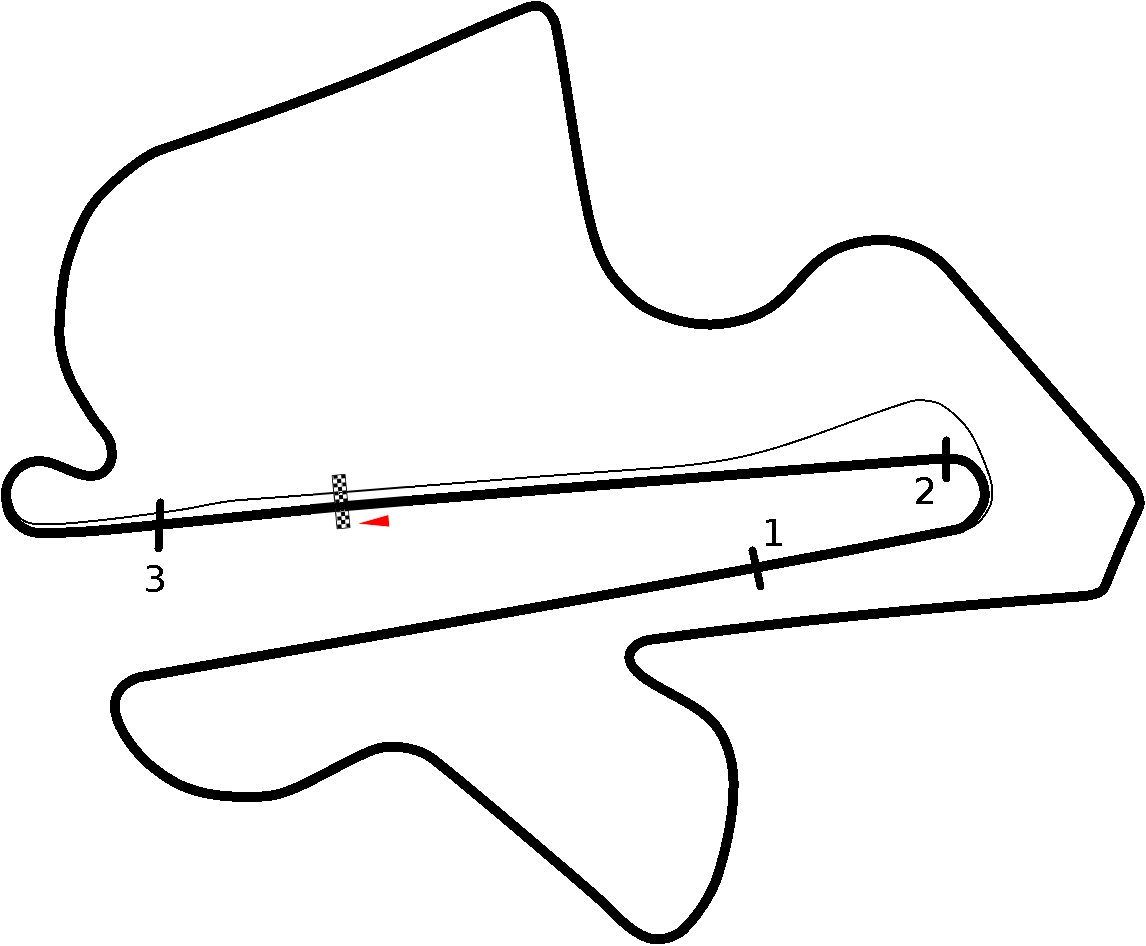
Зоны DRS на трассе Сепанг в 2011 году. 1: точка отсчёта 1-секундного промежутка между болидами. 2: точка активации DRS. 3: приблизительная точка деактивации DRS на торможении перед первым поворотом

В течение гонки регулируемое заднее антикрыло разрешается активировать только в случае, если болид, активирующий DRS, находится в заранее определенной части трассы (как правило, на самой длинной прямой) и не более чем в секунде позади другого болида (FIA оставляет за собой право в некоторых случаях изменять этот промежуток времени). Кроме того, необходимо, чтобы:
- с момента начала или рестарта гонки болид проехал не менее 1 круга (т.е. на 2-м круге и далее);
- в случае, если в течение гонки на трассу выезжал пейс-кар — с момента его возвращения в боксы болид проехал не менее 2 кругов;
- условия, в которых проходит соревнования, признаны дирекцией Гран-при безопасными для использования DRS. Например, активация DRS может быть запрещена в случае сильного дождя, как это произошло на Гран-при Канады 2011 года.

DRS автоматически деактивируется, когда гонщик нажимает на педаль тормоза.
На трассе может быть одна или несколько зон DRS. В случае нескольких зон DRS используется либо одна общая точка замера интервала между болидами, или  отдельные точки — каждая для своей зоны активации заднего антикрыла.
Во время свободных заездов и квалификаций с 2011 до 2013 DRS можно было использовать без ограничений. Начиная с 2013 года, в свободных заездах и в квалификации DRS можно использовать лишь там же, где и в гонке.

## Программное обеспечение, управляющее DRS
В связи со сложностью правил, регламентирующих использование DRS (например, гонщик не в состоянии самостоятельно определить, отстаёт ли он от впереди идущего болида более чем на секунду), активацией DRS в гонке управляет программное обеспечение, разработанное FIA совместно с командами. Данное ПО должно разрешать активацию DRS по нажатию кнопки в кокпите только в тех случаях, когда все вышеперечисленные условия выполнены.

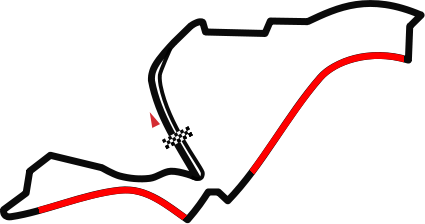
Двойная зона активации DRS на трассе Гран-при Европы в Валенсии

Особенностью ПО, отвечающего за DRS, является неспособность автоматически отличать непосредственных соперников пилота от круговых. Вследствие этого пилот может активировать DRS, находясь менее чем в секунде позади кругового, что в ряде случаев даёт лидерам незначительное преимущество. В то же время круговые, находясь менее чем в секунде позади формально опережающего их на круг пилота, могут активировать DRS и использовать полученное преимущество, чтобы ликвидировать отставание от лидеров.
Вначале ПО DRS предусматривало только одну зону активации заднего антикрыла на протяжении круга гонки. Однако на Гран-при Турции 2011 года дебютировала новая версия программного обеспечения, позволяющая устанавливать две и более зоны DRS. Эта функциональность была опробована в Монреале и Валенсии, при этом в обоих случаях зоны активации DRS были расположены на двух следующих строго друг за другом прямых. Планируется, что такая конфигурация DRS будет применяться в будущем на приспособленных для этого трассах.

## Критика
Многие журналисты и спортсмены, в частности, экс-пилот Формулы-1 Мартин Брандл, считают, что DRS перевыполнил свою задачу: если до изобретения системы обгонять было слишком трудно, то после её введения — слишком легко. В результате мастерство пилотов теряет значение, а зрители не успевают отслеживать все обгоны.
Также распространено мнение, что DRS ставит пилотов в неравное положение: атакующий пилот может воспользоваться системой для атаки, а защищающийся пилот для защиты или контратаки — не имеет права. Однако это преимущество в некоторой степени нивелируется особенностями аэродинамики болидов Формулы-1, поскольку атакующий пилот изначально находится в менее выгодном положении из-за завихрений за задним антикрылом лидера. Таким образом, DRS можно также рассматривать как средство компенсации аэродинамических потерь атакующего пилота.
Прочие замечания связаны с неспособностью системы контроля DRS отличать непосредственных соперников от круговых и с потенциальной возможностью наличия ошибок в программном обеспечении DRS. Так, на 23 круге Гран-при Китая 2011 года из-за программной ошибки антикрыло на болиде Фернандо Алонсо не активировалось вовремя и изменило конфигурацию лишь спустя 450 м после начала зоны активации. После этого на торможении система не деактивировалась, и антикрыло оставалось открытым ещё на протяжении 450 м после конца прямой. В связи с тем, что гонщик не получил за счёт этого преимущества, он не был оштрафован за нарушение правил. По завершении Гран-при ошибка в ПО была ликвидирована.